# Dieric Bouts

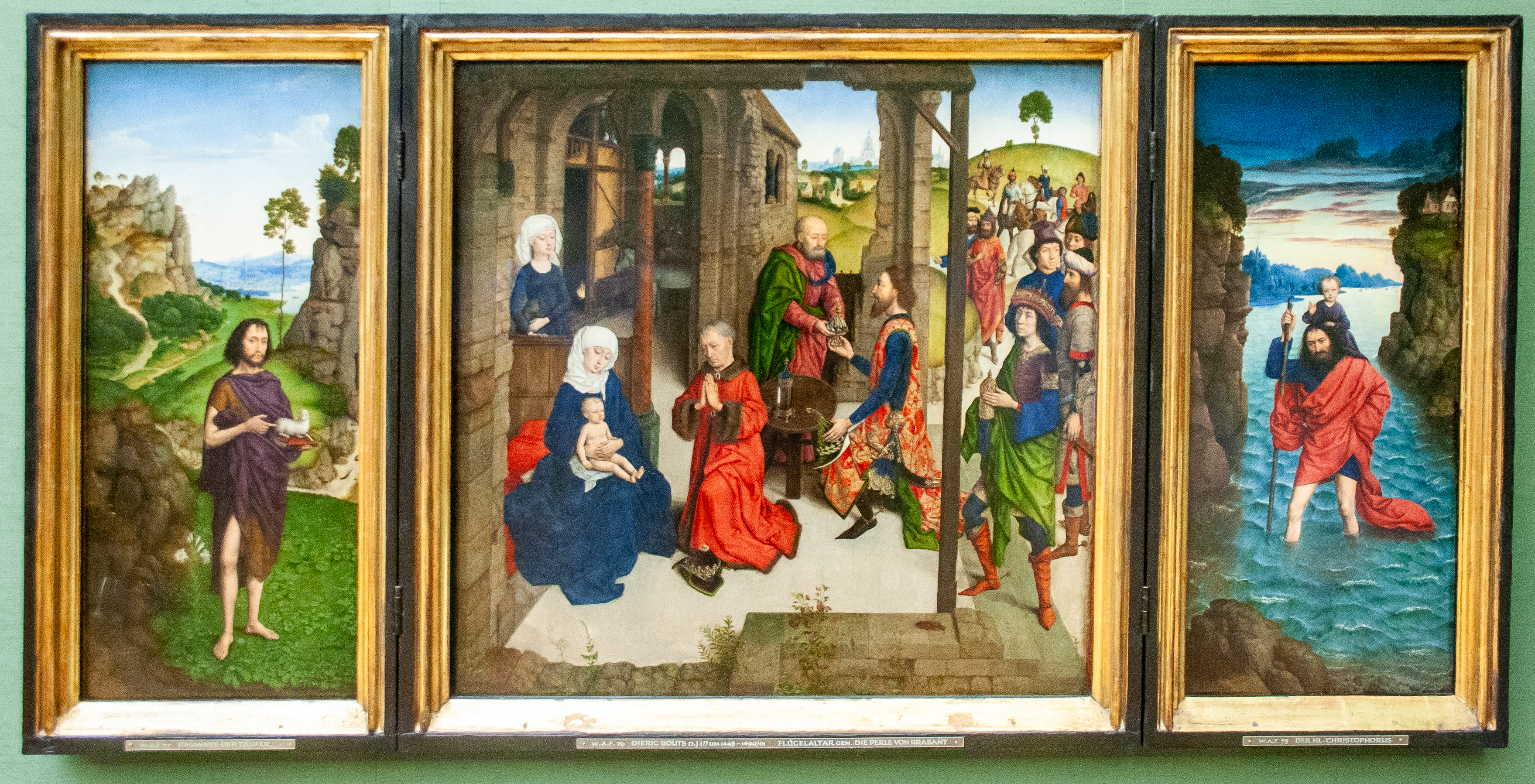
A Brabant gyöngye elnevezésű triptichon az Alte Pinakothek képtárában

Dieric Bouts (névváltozat: Dirk Bouts) (Haarlem, 1410/1415. — Leuven, 1475. május 6.) vezető flamand festő. Elsősorban vallási képeket és portrékat festett gótikus és reneszánsz stílusban.

## Élete
Apja is festő volt. Dieric Bouts szülővárosában, majd a 15. század közepétől Leuvenben élt és alkotott, itt is házasodott meg. Leuvenben városi festőnek választották. Nagy hatással volt rá Rogier van der Weyden művészete, de igazában Bouts természete kevésbé hajlott a drámaiság ábrázolására. Korai képeinek minősége elmarad a nagy flamand festő elődök alkotásaitól, de mintegy kárpótlásképpen van bennük valami lélektani csiszoltság, ami megmutatkozik a finom arcvonásokban és a testtartás előkelő természetességében, s az ábrázolt alakok mozgásában, pihenésében az őket körülvevő természeti környezetben vagy enteriőrökben. Bizonyság erre számos képe, az Utolsó vacsora enteriőrje, a Feltámadás című képének tájba simulása stb.
Bouts szemléletének leginkább a természet ábrázolása, a tér és a fényhatások tolmácsolása, a csendéletszerű részletek megfestése felelt meg. Ennek megfelelően oltárképei (Szt. Hippolytos oltára, Brugge; Szt. Erazmus oltára, Leuven) jóval kevésbé sikeresek, mint a korábbi flandriai mestereké. Legsikeresebb képei: Az utolsó vacsora (Szent Péter-templom, Leuven). Triptichonja, az úgynevezett Brabant gyöngye szintén nagyon sikeres, a triptichon középső része a három királyok imádását jeleníti meg, a szárnyakon mélyen átérzett tájképeivel, Keresztelő Szent János és Szent Kristóf alakjával tűnik ki, e művét az Alte Pinakothek őrzi Münchenben.
Bouts stúdiójában dolgoztak fiai és más fiatal festők, így nem könnyű megállapítani, mely képek azok, amelyek teljesen az ő alkotásai. A leuveni városházától megrendelést kapott az igazságszolgáltatást szimbolizáló 4 nagyméretű képre, a festő pompás portrékat festett e táblákra, de művét munkálkodása közben bekövetkezett halála miatt már Hugo van der Goes fejezte be. Ma a brüsszeli képtárban őrzik.

## Galéria

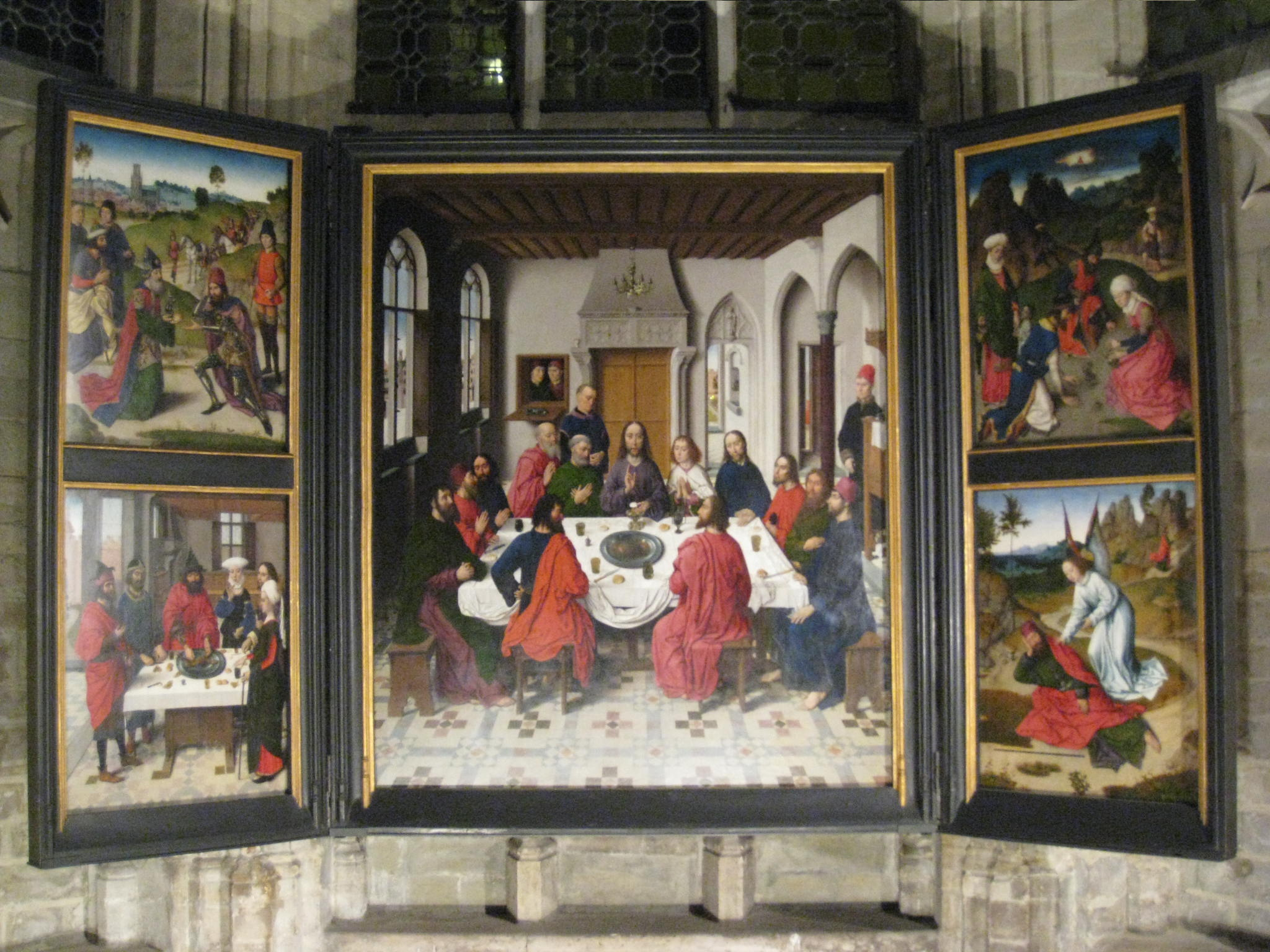
Oltárkép, középen Utolsó vacsora (Szent Péter-templom, Leuven)
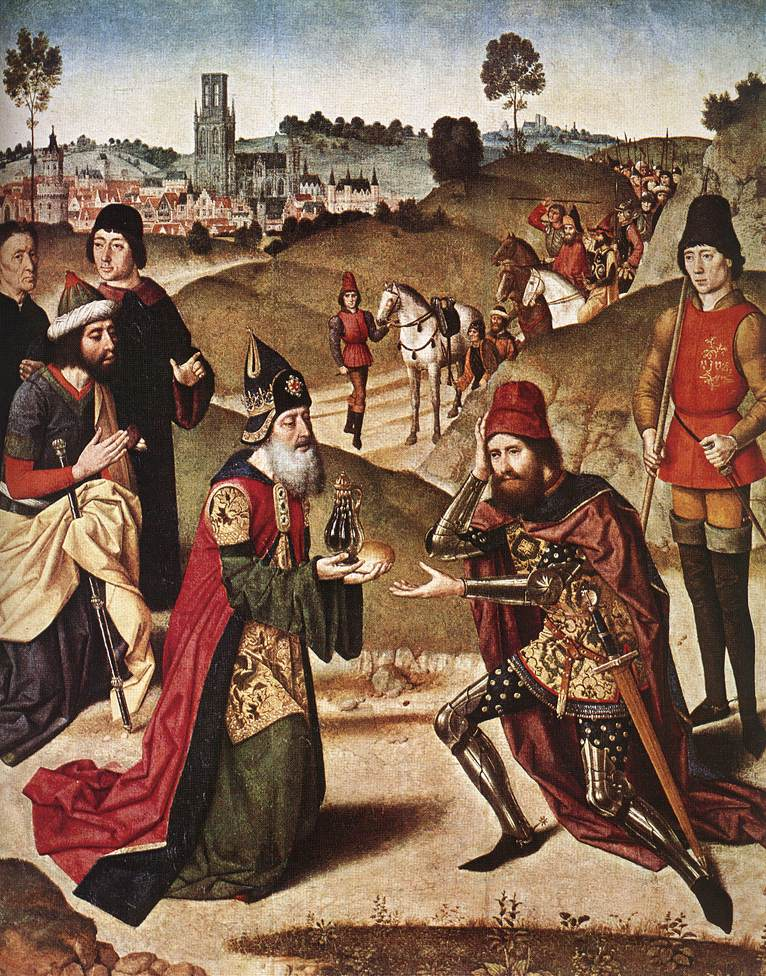
Ábrahám és Melchizadek találkozása (1462-65; részlet az Utolsó vacsora c. oltárképről)
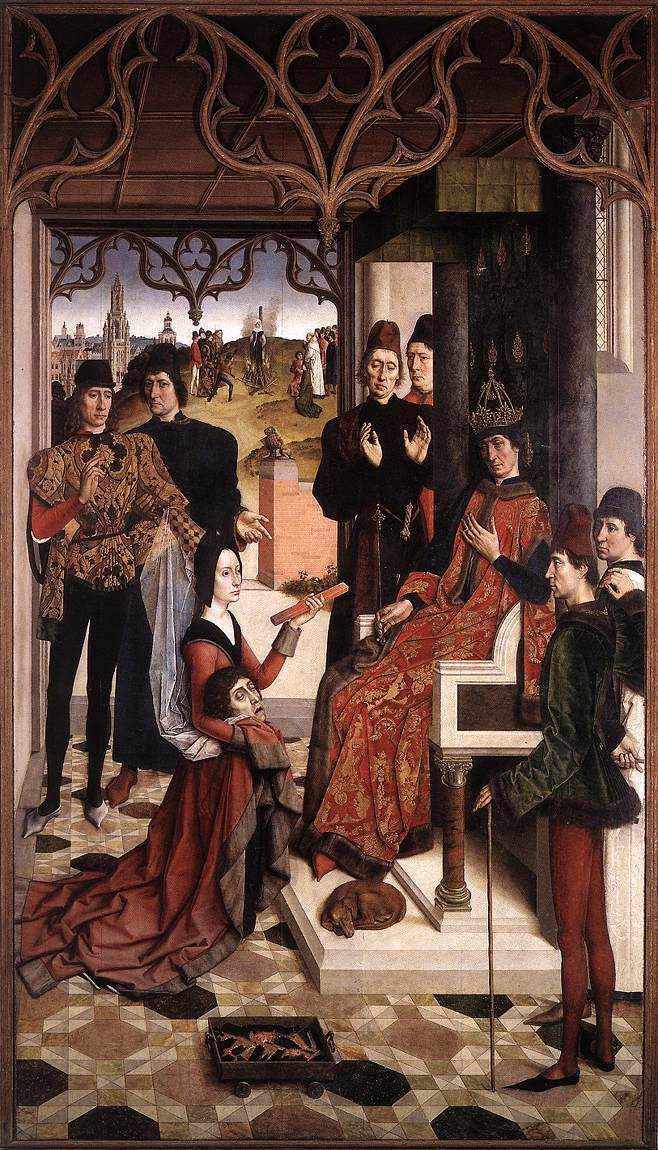
Az egyik igazságszolgáltatás tábla: III. Ottó német-római császár ítélete (1460 körül)
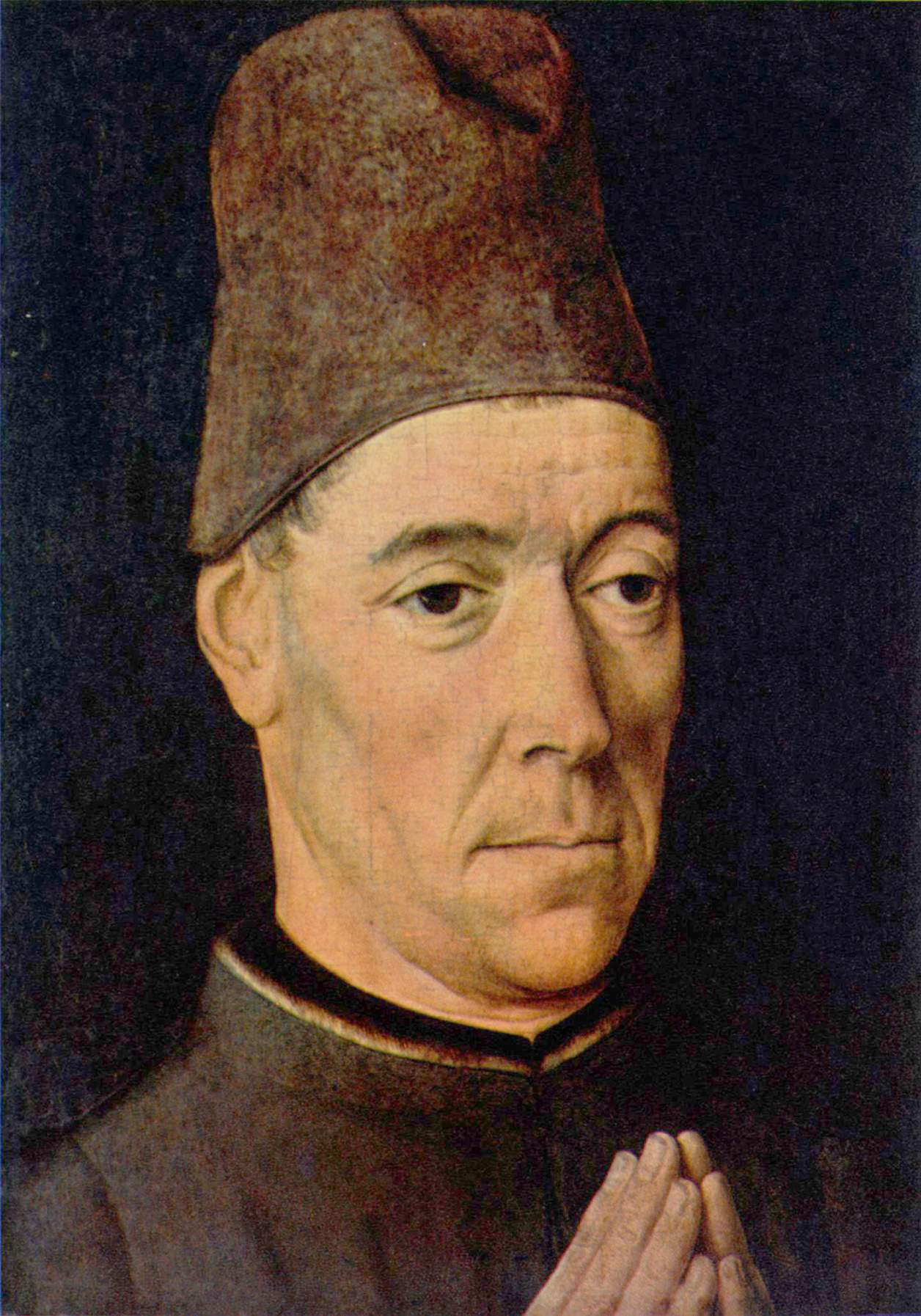
Egy férfi képmása (1460 körül; Metropolitan Művészeti Múzeum)
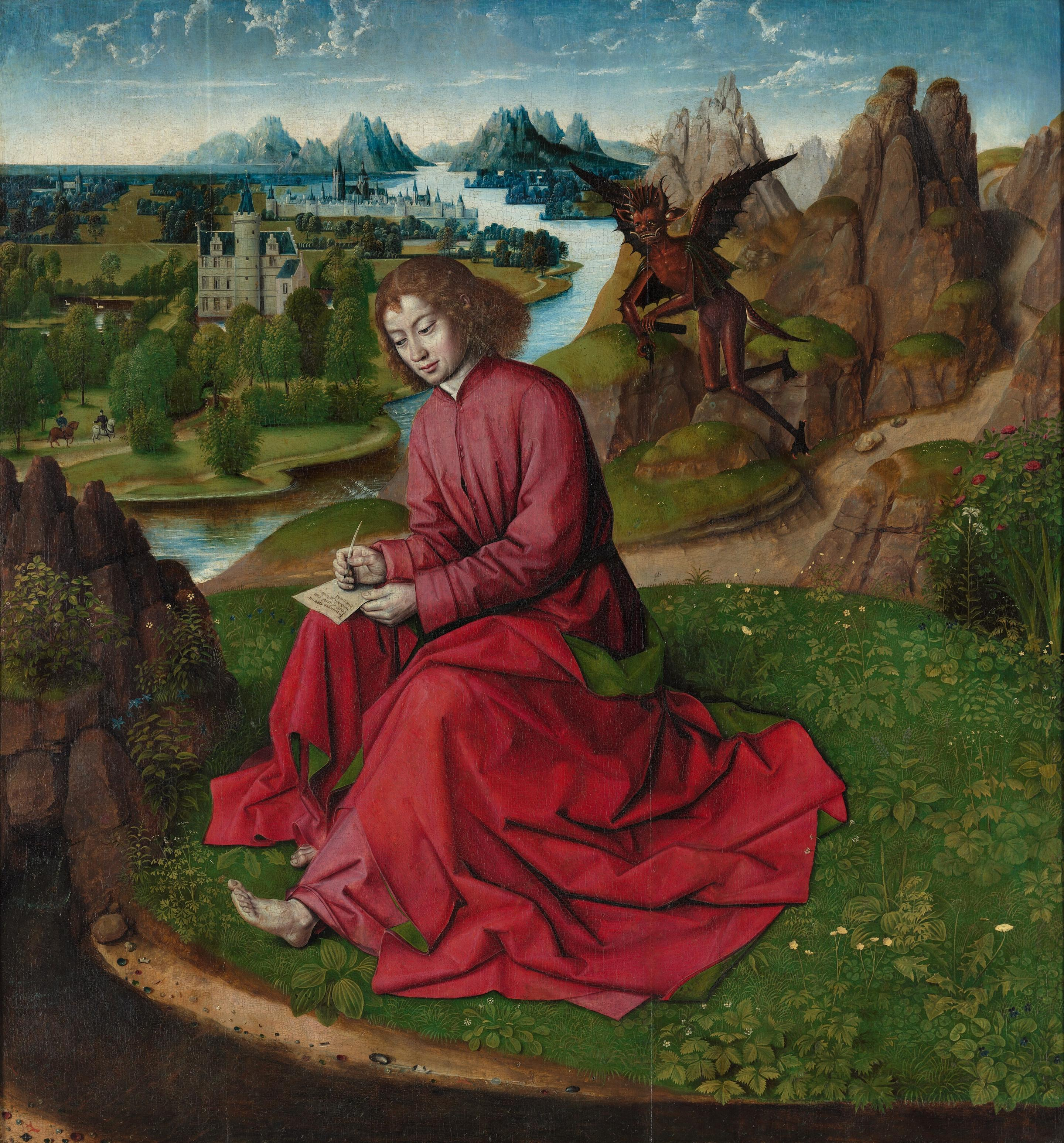
Szent János írja az evangéliumot (Bouts és tanítványainak munkája; Museum Boijmans Van Beuningen, Rotterdam)
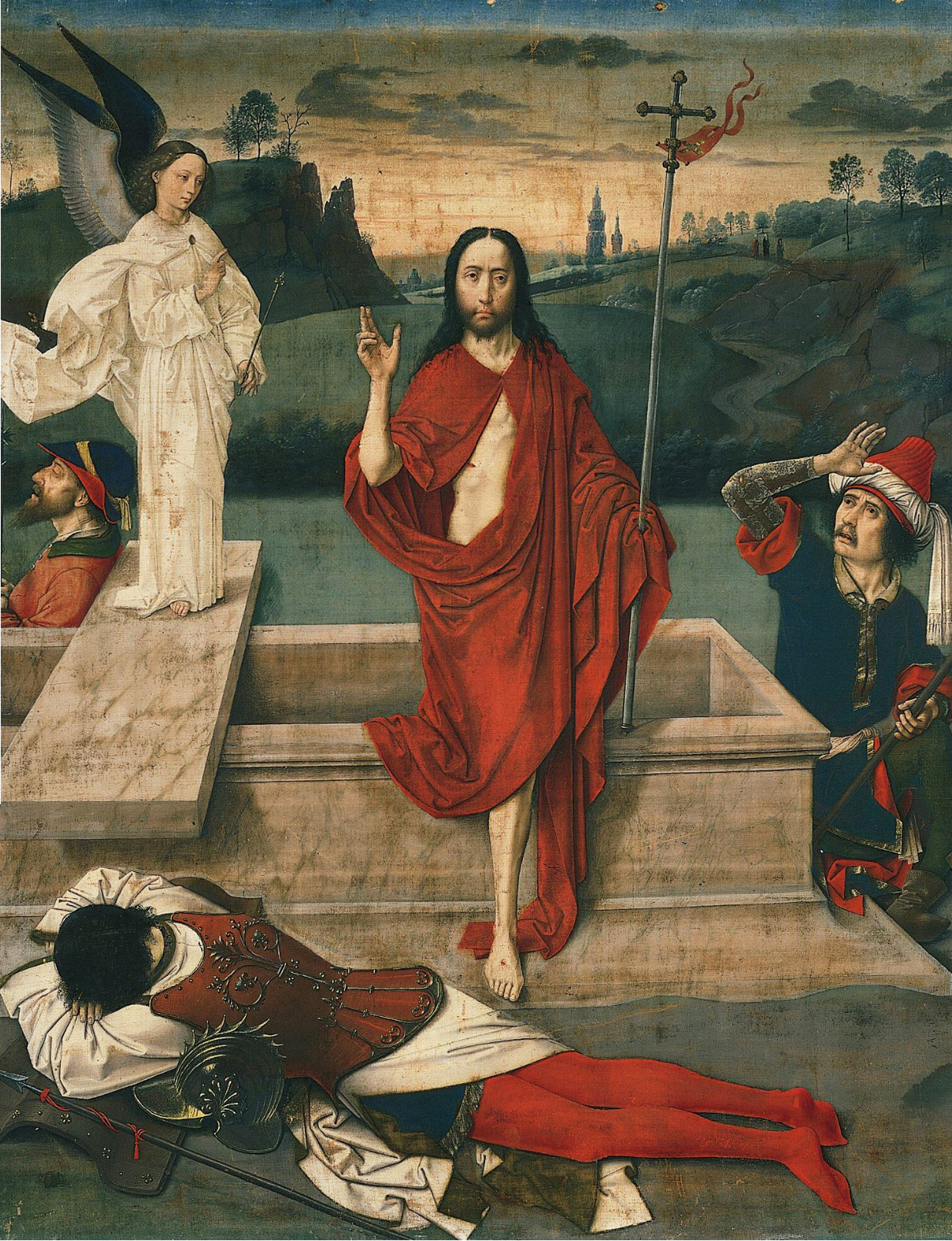
Feltámadás (1455)